# Règles de vol à vue
Pour les articles homonymes, voir Vol et VFR.
Les règles de vol à vue (en abrégé VFR – de l'anglais visual flight rules) est le régime de vol le plus simple, le plus libre aussi, où la prévention des collisions repose essentiellement sur le principe voir et éviter. Elles font partie des règles de l'air définies par l'OACI (des variantes peuvent exister dans les réglementations nationales). C'est la première technique à avoir été utilisée au début de l'aéronautique et celle qui nécessite le moins d'instruments. Le vol VFR n'est autorisé qu'en conditions météorologiques de vol à vue (ou VMC — visual meteorological conditions) : le pilote doit disposer le plus souvent d'une visibilité minimale de 1 500 à 8 000 m et rester hors des nuages (à une distance minimale de 1 500 m horizontalement et 300 m verticalement). Des conditions particulières s'appliquent au vol à vue au-dessus des nuages (VFR on top), par mauvaise visibilité (VFR spécial) ou en vol de nuit (VFR de nuit). 
En Europe, les règles applicables dans les pays membre de l'EASA sont déclinées dans le SERA. Les conditions d'applications sont ensuite éventuellement précisées nationalement dans chaque pays, par exemple dans le SERA France. 
Elles s'opposent aux règles de vol aux instruments (ou IFR – instrument flight rules) où la prévention des collisions repose sur le contrôle de la circulation aérienne et le respect de trajectoires spécifiques. Un vol IFR peut s'effectuer pratiquement par tout temps, sauf pour le décollage et l'atterrissage, des conditions minimales étant le plus souvent imposées pour ces phases de vol. L'avion doit être équipé d'une instrumentation plus importante et le pilote doit posséder une qualification spécifique.

## Description
Pour le pilotage en vol à vue, le pilote doit maintenir l'assiette de l'avion en se basant sur la ligne d'horizon. Pour les manœuvres d'approche, il détermine la trajectoire à suivre en voyant la position de la piste par rapport à son avion. Pour la navigation, le navigateur (qui, en aviation générale, est souvent le pilote) détermine la position géographique de son appareil en se basant sur des repères au sol : ville, route, fleuve, voie de chemin de fer.  
Les règles du vol à vue (soit VFR, de l'anglais visual flight rules) correspondent donc à une définition précise : c'est un vol qui respecte certaines conditions de visibilité et de distance horizontale et verticale par rapport aux nuages (on parle de conditions météorologiques de vol à vue VMC — visual meteorological conditions). De plus, les règles dépendent de la classification des espaces aériens. Certains espaces aériens sont libres au VFR, d'autres sont interdits au VFR (survol de Paris par exemple), d'autres autorisés avec accord préalable du contrôle aérien. 
Le pilote désirant aller d’un point A à un point B en suivant ces règles choisit sur sa route des points de repère qu’il survole successivement à quelques minutes d’intervalle. Une fois en vol, il prend le cap devant l’amener à son premier point de repère, cap qu’il corrige en fonction du vent. Une fois à proximité du point de repère, le pilote constate la dérive subie et ajuste l’évaluation du vent pour corriger son cap ainsi que l’heure d’arrivée estimée sur son point de repère suivant.
Le vol à vue au-dessus des nuages est possible de jour (VFR on top), à condition que l'appareil soit doté de moyens de navigation électromagnétiques VOR ou électroniques GPS.

## Mesures d'altitude, de hauteur, de distance et de vitesse en aviation
Pour comprendre ces règles, voici quelques concepts de mesure propres à l'aviation :
- l'altitude de vol est mesurée en pieds (0,304 8 mètre, noté ft) par écart au niveau moyen de la mer (AMSL - Above Mean Sea Level) ;
- la hauteur de survol est mesurée en pieds (0,304 8 mètre, noté ft) par écart à la surface (ASFC - Above surface, ou AGL Above Ground Level) ;
- les hauteurs des obstacles et les distances de séparation verticale et horizontale se mesurent en mètres ;
- les niveaux de vols (FL - Flight Level) sont des altitudes conventionnelles qui s'expriment en centaines de pieds d'altitude-pression indiquée par un altimètre calé sur 1 013,25 hPa ;
- les distances de vol se mesurent en milles nautiques (1 NM = 1,852 km) et les vitesses sont mesurées en nœuds (kt). 1 kt = 1 NM/h = 1,852 km/h ou 0,514 m/s.

Ces règles permettent de garantir la sécurité des vols en permettant à tous les acteurs, pilotes comme contrôleurs, de communiquer sans ambiguïté sur les caractéristiques de chaque trajectoire de vol.

## Règles par pays

### France

Résumé des conditions de visibilité et distance minimale aux nuages selon l'altitude par rapport au sol (ASFC) et par rapport à la mer (AMSL).

Dans les espaces aériens non contrôlés (de classe G), le vol à vue doit respecter les conditions suivantes :
- à ou au-dessous de la surface S, définie comme une altitude de moins de 3 000 pieds (900 m) OU moins de 1 000 pieds (300 m) du sol, le vol doit s'effectuer en dehors des nuages, en vue du sol et la visibilité doit être au moins égale à la plus grande des deux distances suivantes :
  - 1 500 m (800 m pour les hélicoptères) ;
  - distance parcourue en 30 secondes de vol, donc > 1 500 m si la vitesse dépasse 50 m/s (180 km/h).
- au-dessus de cette surface, le vol doit s'effectuer à 1,5 km des nuages horizontalement et 300 m verticalement, la visibilité doit être supérieure à 5 km jusqu'au FL 100 et supérieure à 8 km au FL100 et au-dessus.

Dans les espaces aériens contrôlés (de classe C, D ou E), le vol à vue doit s'effectuer à 1,5 km des nuages horizontalement et 300 m verticalement, la visibilité doit être supérieure à 5 km jusqu'au FL 100 et supérieure à 8 km pour un vol au FL100 ou au-dessus.
De nuit, pour un vol local, il faut :
- une altitude de la base des nuages supérieure à 1 500 ft,
- une visibilité égale ou supérieure à 5 km.

De nuit, pour un voyage, il faut
- conserver la vue du sol ou de l'eau,
- qu'il n'y ait pas de prévision de précipitations ni d'orage entre les aérodromes de départ, de destination et de dégagement éventuel,
- une hauteur de la base des nuages supérieure à 1 500 ft au-dessus du niveau de croisière prévu,
- une visibilité égale ou supérieure à 8 km entre les aérodromes de départ, de destination et de dégagement éventuel.

Des dérogations peuvent être accordées par les organismes de la circulation aérienne. On parle alors de VFR spécial.

### Suisse
Il n'existe que quatre classes d'espaces aériens autorisant le VFR : G, E, D et C (jusqu'au FL 195 sans autorisation PPR).
L'espace G, part du sol et monte jusqu'à 600 m (2 000 ft) AGL (Above Ground Level - par rapport au sol). Les règles de vol à vue y sont les suivantes :
- hors des nuages ;
- visibilité sur le sol ou l'eau (min 1 500 m) ;
- possibilité de faire demi-tour à tout moment ;
- vitesse maximale : 250 kts.

L'espace E va de 600 m AGL jusqu'au FL 100 en plaine/Jura, FL 150 dans les Alpes (FL 130 si activité militaire).
Au-delà c'est l'espace C.
L'espace D se situe principalement dans les CTR et quelques TMA.
Règles VFR pour les espaces C, D, E 
- visibilité min 5 km au-dessous du Fl 100, min 8 km au FL 100 et au-dessus
- distances aux nuages : 1 500 m latéralement, 300 m (1 000 ft) verticalement
- vitesse maximale 250 kts en dessous du FL 100

En espace E, il peut y avoir des appareils en vol IFR. Transpondeur obligatoire en espace E à partir de 7 000 ft.